# Дзиндра Михайло Васильович
Миха́йло Васи́льович Дзи́ндра (8 листопада 1921 (1920 за документами), с. Демня — 8 вересня 2006, Львів) — художник, графік, скульптор, архітектор. Брат українських скульпторів Степана і Євгена Дзиндрів.

## Життєпис
Народився в с. Демня Миколаївського району на Львівщині. З раннього віку почав займатись скульптурним ремеслом. Після смерті батьків у 1935(?) році переїжджає до Львова, де стає учнем у майстерні скульптора Андрія Коверка.
У період німецької окупації (1941—1944) навчався у львівській «Мистецько-промисловій школі» (нині — Львівський державний коледж декоративного і ужиткового мистецтва імені Івана Труша). Там його викладачами були скульптори Богдан Мухін та Іван Севера.
Після закінчення Художньо-промислової школи художник виїхав у Братиславу (Чехословаччина), де спершу працює у столярному цеху меблевої фабрики, а згодом організовує школу декоративної різьби для глухонімих дітей.
Через рік переїздить до Німеччини, потрапляє в американський табір для біженців під Мюнхеном (9 травня 1945 року), де зустрічається зі своїми колегами та майбутніми друзями Юрієм Соловієм, Григором Круком та іншими.
У 1951 році Дзиндра разом зі своєю сім'єю вирушає до Сполучених Штатів Америки та оселяється в передмісті Нью-Йорку. У 1963 році виставляє свої твори в Українському народному домі, на цей час він мав уже 70 тематичних робіт. У той самий час знайомиться з Олександром Архипенком, відвідує сучасні американські музеї та повністю переосмислює свою творчу практику, що призводить до імпульсивного рішення — нищити все створене за попередні роки, майже всі скульптури. Загалом, 1963—1968 роки — нелегкі в його творчості, вони характеризуються великим застоєм, нереалізованістю. І лише в 1968 році він знову починає працювати, з'являється «Печерна людина» — одна з перших робіт, створена в модерністській манері та новому для автора матеріалі — бетонна суміш, будівельна сітка та фасадна фарба.
У 1991 році після проголошення в Україні незалежності Михайло Дзиндра повертається на Батьківщину. Саме тут виникає ідея створити музей сучасного мистецтва. Хоча вже у Флориді його донька придбала земельну ділянку для будівництва музею, Дзиндра приймає рішення перевезти майже всі свої роботи до України та побудувати музей саме тут. У 2005 році в селищі Брюховичі, поруч зі Львовом відкрито музей площею 1409 м², спроєктований самим скульптором, який заповів його українському народу в особі Львівської національної галереї мистецтв та був названий — «Музей модерної скульптури Михайла Дзиндри».
Помер Михайло Дзиндра 8 вересня 2006 року, похований на полі 50 Личаківського цвинтаря.

## Нагороди
- Орден «За заслуги» ІІІ ступеня (2006) — за вагомий особистий внесок у зміцнення міжнародного авторитету України, популяризацію історичних та сучасних надбань українського народу, активну участь у житті закордонної української громади[1]

## У літературі
Дитинство Михайла описане в книзі для дітей «Анастасія Крачковська про Евариста Ґалуа, Теодора Рузвельта, Енді Воргола, Михайла Дзиндру, Марґарет Тетчер».

## Згадки у ЗМІ
- Руслан Багінський присвятив новий проєкт творчості скульптора Михайла Дзиндри
- Михайло Дзиндра art.lviv-online
- МИХАЙЛОВІ ДЗИНДРІ — 100
- https://youtu.be/QTRzreqaKAY?si=UB1eYZyTT0NNWNTg